# Våler, Østfold
Våler là một đô thị ở hạtØstfold, Na Uy.
Giáo khuVaaler được lập thành một đô thị vào ngày 1 tháng 1 năm 1838 (xem formannskapsdistrikt).

## Tên gọi
Dạng tên gọi Norse là Válir, đây là dạng số nhiều của váll m 'dọn sạch trên gỗ'.
Cho đến năm 1921, tên vẫn được viết "Vaaler".

## Huy hiệu
Huy hiệu được áp dụng thập kỷ trước (1986), nhưng dựa trên một huy hiệu của một người quý tộc thời Trung cổ.